# Tehua
Tehua (en náhuatl, 'tú'), nombre artístico de María del Rosario Graciela Rayas Trejo (Querétaro, 21 de septiembre de 1943 - México, D. F., 21 de agosto de 2014) fue una cantante mexicana de música tradicional y una activa difusora de la música mexicana. Fue nombrada por el poeta Jaime Sabines como la «voz abusadora de los pájaros».

## Semblanza biográfica
Su familia emigró a los dos años a San Miguel de Allende, Guanajuato, lugar de donde ella se considera oriunda. A los 26 años se trasladó a la Ciudad de México para comenzar su carrera de cantante. Según sus propias confesiones, su intención era tener un estilo similar al de Lucha Villa; sin embargo, la diferencia en las voces de ambas hizo imposible seguir esa dirección. En sus inicios comenzó a cantar en bares. A principios de la década de 1970 empezó a cantar canciones de "protesta". Ella únicamente cantaba canciones hermosas y poéticas y nunca le cantó a la revolución y a la violencia. En ese ambiente conoció a Óscar Chávez y Amparo Ochoa, con quienes alternó en múltiples ocasiones. Durante esta década participó, dentro del segmento musical, en el programa educativo Caminito, conducido por Pepita Gómiz, así como el programa "Sábados con Saldaña", dirigido por Jorge Saldaña, donde participó con músicos y cantantes como Jorge Macías, Óscar Chávez y Daniel García Blanco.
Entre sus interpretaciones se encuentran viejas canciones mexicanas de diversas partes del territorio nacional, desde Sonora hasta Oaxaca y Chiapas. Interpretó temas de compositores como Joaquín Pardavé, Agustín Lara, Ignacio Fernández Esperón (Tata Nacho) y Salvador Chava Flores, entre muchos otros. Canciones como “Mis blancas mariposas”, “La norteña”, “El buque de más potencia”, “Cuatro milpas”, “Mi casita de paja”, “El jarabe loco”, canciones hasta ya un poco olvidadas, que fueron gracias a Tehua rescatadas del paso del tiempo.
Su carrera fue poco comercial. Además de sus discos, sus canciones aparecen en frecuencias de radio cultural y ella concedió especial atención a las presentaciones en vivo, en asociación con instituciones culturales del gobierno de la Ciudad de México y de algunos estados de la república.
Murió en la Ciudad de México el 21 de agosto de 2014.

## Discografía
Dentro de su discografía se encuentran las siguientes producciones:
- Pos ya pa’ qué, EP.
- Papel mache, EP.
- Los problemas de tu mente, EP.
- Los sonidos del silencio, LP.
- Tehua: Teatro de la ciudad de México, Recital en vivo, LP.

- Añoranzas mexicanas.
- Añoranzas mexicanas volumen II.
- Añoranzas mexicanas volumen III.
- Añoranzas mexicanas volumen IV.
- Añoranzas mexicanas volumen V con Óscar Chávez.
- Añoranzas mexicanas volumen VI con Óscar Chávez.
- Añoranzas mexicanas volumen VII interpreta a Tata Nacho.
- Y la canción se hizo... Historia.
- La canción femenina canta a María Grever.
- Tehua interpreta a Chava Flores.